# Aboubacar Sangoulé Lamizana
Abubacar Sangoulé Lamizana (nacido el 30 de enero de 1916 - 26 de mayo de 2005), fue un militar y político de Burkina Faso (en ese entonces conocido como República del Alto Volta). Estuvo en el ejército francés. Apoyado por los sindicatos, asumió la presidencia de su país (1966) y varios ministerios. Disolvió al parlamento y a los partidos (1974) y nacionalizó varias empresas extranjeras (1976). Fue reelegido en 1978 y derrocado en 1980 por un golpe militar dirigido por Saye Zerbo.

## Biografía
Sangoule Lamizana se educó en Upper Volta y Blanchot Upper Primary School en Senegal. Estudiante de la escuela de oficiales africanos en Saint-Louis (Senegal), se incorporó contra su voluntad el 18 de enero de 1936 en el ejército francés como "pistolero senegalés". Subió las distintas filas del ejército francés con el que luchó en Indochina y Argelia. Después de la independencia del Alto Volta el 5 de agosto de 1960, se le encargó la creación del ejército nacional, con la ayuda de otros oficiales como el coronel Yorian Gabriel. El 1 de noviembre de 1961, fue nombrado jefe del Estado Mayor General de las Fuerzas Armadas.
Después del levantamiento popular del 3 de enero de 1966 que llevó a la renuncia del primer presidente Maurice Yaméogo, se convirtió en jefe de Estado en nombre del ejército.
El 14 de junio de 1970, aprobó una nueva Constitución que estipula que "los cargos y prerrogativas de la República serán asumidos por el oficial militar superior en el rango más alto", es decir, él mismo. Las elecciones legislativas se celebran en diciembre de 1970.
El 19 de febrero de 1971, nombró como primer ministro a Gerard Ouedraogo.
Las peleas entre el primer ministro y el presidente de la Asamblea Nacional Joseph Ouedraogo (en) llevan a la parálisis del estado. El 8 de febrero de 1974, Sangoule Lamizana suspendió la Constitución. Se nombra un gobierno de renovación nacional, compuesto principalmente por militares, incluido Saye Zerbo, nombrado Ministro de Relaciones Exteriores.
El 27 de noviembre de 1977, se adoptó una nueva Constitución, creando la Tercera República. En mayo de 1978, se organizó una elección presidencial. En la primera ronda, fue elegido en la segunda ronda con el 56.27% de los votos en contra de Macaire Ouédraogo.
En 1980, las huelgas, desencadenadas por el sindicato de docentes, se generalizaron. Durante dos meses, varios sectores del país están paralizados. El 25 de noviembre, el Comité Militar para la Recuperación para el Progreso Nacional (CMRPN) perpetró un golpe militar. Aboubacar Sangoule Lamizana es derrocado y el coronel Saye Zerbo, exministro de Relaciones Exteriores, se convierte en jefe de Estado.
El 3 de enero de 1984, Aboubacar Sangoulé Lamizana fue juzgado por un Tribunal Popular de la Revolución. Está acusado de administrar 400 millones de francos CFA de fondos especiales. Es absuelto, después de varios testimonios que abogan a su favor.
Sangoule Lamizana se casó con nueve hijos, siete de ellos vivos. Murió el 26 de mayo de 2005 en la clínica de Notre-Dame-de-la-Paix.

| Predecesor: Maurice Yaméogo        | Presidente de Alto Volta 1966 - 1980      | Sucesor: Saye Zerbo     |
| Predecesor: Gérard Kango Ouédraogo | Primer ministro de Alto Volta 1974 - 1978 | Sucesor: Joseph Conombo |

- Datos: Q529272
- Multimedia: Sangoulé Lamizana / Q529272